# Bahnstrecke Bangor–Vanceboro
| Streckenlänge: | 183 km               |                                           |                                           |
| Spurweite: | 1435 mm (Normalspur) |                                           |                                           |
| Zweigleisigkeit: | %                    |                                           |                                           |
| |                      |                                           |                                           |
| Gesellschaft: | PAR, EMRY            |                                           |                                           |
| \| \| \| von Cumberland \| \| \| \| 0,0 \| Bangor ME Union Station \| Bangor ME Union Station \| \| \| \| nach Bucksport \| \| \| \| \| ehem. Zufahrt zum MEC/EMRY-Bahnhof \| \| \| \| \| Bangor ME MEC/EMRY Station (bis 1882) \| \| \| \| \| Calais Junction \| \| \| \| ca. 5 \| Mt. Hope ME \| Mt. Hope ME \| \| \| ca. 6 \| Veazie ME \| Veazie ME \| \| \| ca. 11 \| Basin Mills ME \| Basin Mills ME \| \| \| ca. 12 \| Eight Mile Siding ME \| Eight Mile Siding ME \| \| \| 13,0 \| Orono ME \| Orono ME \| \| \| \| nach Stillwater \| \| \| \| \| Stillwater River \| \| \| \| ca. 14 \| Webster ME \| Webster ME \| \| \| 18,0 \| Great Works ME \| Great Works ME \| \| \| 19,6 \| Old Town ME \| Old Town ME \| \| \| \| nach Greenville \| \| \| \| \| Penobscot River \| \| \| \| \| von Bangor (BOTM) \| \| \| \| 21,1 \| Milford ME \| Milford ME \| \| \| 29,0 \| Costigan ME \| Costigan ME \| \| \| 36,4 \| Greenbush ME \| Greenbush ME \| \| \| 42,3 \| Olamon ME \| Olamon ME \| \| \| \| Passadumkeag River \| \| \| \| 49,3 \| Passadumkeag ME \| Passadumkeag ME \| \| \| \| von Howland \| \| \| \| 56,5 \| Enfield ME \| Enfield ME \| \| \| ca. 64 \| Pollard Brook ME (früher South Lincoln) \| Pollard Brook ME (früher South Lincoln) \| \| \| 71,6 \| Lincoln ME \| Lincoln ME \| \| \| 74,2 \| Middletown ME (früher Lincoln Center) \| Middletown ME (früher Lincoln Center) \| \| \| 79,2 \| North Lincoln ME (früher Houstons) \| North Lincoln ME (früher Houstons) \| \| \| ca. 81 \| South Winn ME (früher Chamberlains) \| South Winn ME (früher Chamberlains) \| \| \| 89,0 \| Winn ME \| Winn ME \| \| \| \| von Brookport \| \| \| \| 92,9 \| Mattawamkeag ME (früher Keag) \| Mattawamkeag ME (früher Keag) \| \| \| \| Mattawamkeag River \| \| \| \| ? \| Gordon ME \| Gordon ME \| \| \| 106,1 \| Kingman ME \| Kingman ME \| \| \| ca. 109 \| Drew ME \| Drew ME \| \| \| ca. 116 \| Meadow Brook Siding \| Meadow Brook Siding \| \| \| 121,0 \| Wytopitlock ME \| Wytopitlock ME \| \| \| ca. 126 \| Herseys ME \| Herseys ME \| \| \| ca. 127 \| Bancroft ME \| Bancroft ME \| \| \| \| Mattawamkeag River \| \| \| \| 141,1 \| Danforth ME \| Danforth ME \| \| \| ca. 150 \| Eaton ME (früher Jackson Brook) \| Eaton ME (früher Jackson Brook) \| \| \| 156,4 \| Forest ME \| Forest ME \| \| \| ca. 164 \| Tomah ME \| Tomah ME \| \| \| ca. 171 \| Wilderness ME \| Wilderness ME \| \| \| 174,9 \| Lambert Lake ME \| Lambert Lake ME \| \| \| 183,0 \| Vanceboro ME \| Vanceboro ME \| \| \| \| St. Croix River (Staatsgrenze USA/Kanada) \| \| \| \| \| nach Saint John \| \| |                      |                                           |                                           |
| Strecke |                      | von Cumberland                            | von Cumberland                            |
| ehemaliger Bahnhof | 0,0                  | Bangor ME Union Station                   | Bangor ME Union Station                   |
| Kreuzung geradeaus unten · Strecke von rechts |                      | nach Bucksport                            | nach Bucksport                            |
| Abzweig geradeaus und ehemals nach links · Abzweig geradeaus und ehemals von rechts |                      | ehem. Zufahrt zum MEC/EMRY-Bahnhof        | ehem. Zufahrt zum MEC/EMRY-Bahnhof        |
| ehemaliger Haltepunkt / Haltestelle · ehemaliger Bahnhof |                      | Bangor ME MEC/EMRY Station (bis 1882)     | Bangor ME MEC/EMRY Station (bis 1882)     |
| Verschwenkung nach links · Verschwenkung nach rechts |                      | Calais Junction                           | Calais Junction                           |
| ehemaliger Haltepunkt / Haltestelle | ca. 5                | Mt. Hope ME                               | Mt. Hope ME                               |
| Dienststation / Betriebs- oder Güterbahnhof | ca. 6                | Veazie ME                                 | Veazie ME                                 |
| ehemaliger Bahnhof | ca. 11               | Basin Mills ME                            | Basin Mills ME                            |
| ehemaliger Haltepunkt / Haltestelle | ca. 12               | Eight Mile Siding ME                      | Eight Mile Siding ME                      |
| ehemaliger Bahnhof | 13,0                 | Orono ME                                  | Orono ME                                  |
| Abzweig geradeaus und ehemals nach links |                      | nach Stillwater                           | nach Stillwater                           |
| Brücke über Wasserlauf |                      | Stillwater River                          | Stillwater River                          |
| Dienststation / Betriebs- oder Güterbahnhof | ca. 14               | Webster ME                                | Webster ME                                |
| Dienststation / Betriebs- oder Güterbahnhof | 18,0                 | Great Works ME                            | Great Works ME                            |
| Dienststation / Betriebs- oder Güterbahnhof | 19,6                 | Old Town ME                               | Old Town ME                               |
| Abzweig geradeaus und ehemals nach links |                      | nach Greenville                           | nach Greenville                           |
| Brücke über Wasserlauf |                      | Penobscot River                           | Penobscot River                           |
| Abzweig geradeaus und ehemals von links |                      | von Bangor (BOTM)                         | von Bangor (BOTM)                         |
| Dienststation / Betriebs- oder Güterbahnhof | 21,1                 | Milford ME                                | Milford ME                                |
| Dienststation / Betriebs- oder Güterbahnhof | 29,0                 | Costigan ME                               | Costigan ME                               |
| ehemaliger Bahnhof | 36,4                 | Greenbush ME                              | Greenbush ME                              |
| Dienststation / Betriebs- oder Güterbahnhof | 42,3                 | Olamon ME                                 | Olamon ME                                 |
| Brücke über Wasserlauf |                      | Passadumkeag River                        | Passadumkeag River                        |
| Dienststation / Betriebs- oder Güterbahnhof | 49,3                 | Passadumkeag ME                           | Passadumkeag ME                           |
| Abzweig geradeaus und ehemals von links |                      | von Howland                               | von Howland                               |
| Dienststation / Betriebs- oder Güterbahnhof | 56,5                 | Enfield ME                                | Enfield ME                                |
| Dienststation / Betriebs- oder Güterbahnhof | ca. 64               | Pollard Brook ME (früher South Lincoln)   | Pollard Brook ME (früher South Lincoln)   |
| Dienststation / Betriebs- oder Güterbahnhof | 71,6                 | Lincoln ME                                | Lincoln ME                                |
| Dienststation / Betriebs- oder Güterbahnhof | 74,2                 | Middletown ME (früher Lincoln Center)     | Middletown ME (früher Lincoln Center)     |
| ehemaliger Haltepunkt / Haltestelle | 79,2                 | North Lincoln ME (früher Houstons)        | North Lincoln ME (früher Houstons)        |
| ehemaliger Haltepunkt / Haltestelle | ca. 81               | South Winn ME (früher Chamberlains)       | South Winn ME (früher Chamberlains)       |
| Dienststation / Betriebs- oder Güterbahnhof | 89,0                 | Winn ME                                   | Winn ME                                   |
| Abzweig geradeaus und von links |                      | von Brookport                             | von Brookport                             |
| Dienststation / Betriebs- oder Güterbahnhof | 92,9                 | Mattawamkeag ME (früher Keag)             | Mattawamkeag ME (früher Keag)             |
| Brücke über Wasserlauf |                      | Mattawamkeag River                        | Mattawamkeag River                        |
| Dienststation / Betriebs- oder Güterbahnhof | ?                    | Gordon ME                                 | Gordon ME                                 |
| Dienststation / Betriebs- oder Güterbahnhof | 106,1                | Kingman ME                                | Kingman ME                                |
| Dienststation / Betriebs- oder Güterbahnhof | ca. 109              | Drew ME                                   | Drew ME                                   |
| Dienststation / Betriebs- oder Güterbahnhof | ca. 116              | Meadow Brook Siding                       | Meadow Brook Siding                       |
| Dienststation / Betriebs- oder Güterbahnhof | 121,0                | Wytopitlock ME                            | Wytopitlock ME                            |
| ehemaliger Haltepunkt / Haltestelle | ca. 126              | Herseys ME                                | Herseys ME                                |
| Dienststation / Betriebs- oder Güterbahnhof | ca. 127              | Bancroft ME                               | Bancroft ME                               |
| Brücke über Wasserlauf |                      | Mattawamkeag River                        | Mattawamkeag River                        |
| Dienststation / Betriebs- oder Güterbahnhof | 141,1                | Danforth ME                               | Danforth ME                               |
| ehemaliger Haltepunkt / Haltestelle | ca. 150              | Eaton ME (früher Jackson Brook)           | Eaton ME (früher Jackson Brook)           |
| ehemaliger Bahnhof | 156,4                | Forest ME                                 | Forest ME                                 |
| ehemaliger Haltepunkt / Haltestelle | ca. 164              | Tomah ME                                  | Tomah ME                                  |
| ehemaliger Haltepunkt / Haltestelle | ca. 171              | Wilderness ME                             | Wilderness ME                             |
| ehemaliger Bahnhof | 174,9                | Lambert Lake ME                           | Lambert Lake ME                           |
| Dienststation / Betriebs- oder Güterbahnhof | 183,0                | Vanceboro ME                              | Vanceboro ME                              |
| Grenze auf Brücke über Wasserlauf |                      | St. Croix River (Staatsgrenze USA/Kanada) | St. Croix River (Staatsgrenze USA/Kanada) |
| Strecke |                      | nach Saint John                           | nach Saint John                           |

Die Bahnstrecke Bangor–Vanceboro ist eine Eisenbahnstrecke in Maine (Vereinigte Staaten). Sie ist 183 Kilometer lang und ist ein Teil der Hauptstrecke Boston–Halifax. Die normalspurige Strecke wird heute zwischen Bangor und Mattawamkeag durch die Pan Am Railways ausschließlich im Güterverkehr betrieben. Der übrige Abschnitt gehört der NBSR-Tochtergesellschaft Eastern Maine Railway, die auch den Güterverkehr betreibt. Der Personenverkehr ist eingestellt.

## Geschichte

### Bau
John A. Poor gründete 1850 die European and North American Railway (E&NA) in Maine und New Brunswick. Er wollte eine Hauptstrecke in Kolonialspur (1676 mm) von Portland (Maine) nach Halifax bauen. Den westlichen Abschnitt bis Bangor bauten indessen jedoch die beiden Bahngesellschaften, die 1862 zur Maine Central Railroad (MEC) fusionierten. Der Bau der restlichen Strecke begann am östlichen Rand New Brunswicks, wo 1857 der erste Abschnitt eröffnet wurde. 
Eine andere Bahngesellschaft, die Penobscot Railroad, begann 1850 mit dem Bau einer Bahnstrecke von Bangor aus in Richtung Norden. Die Strecke wurde jedoch nicht eröffnet, da der Gesellschaft die finanziellen Mittel ausgingen. Die E&NA erwarb diese Gesellschaft nebst ihrer angefangenen Bahnstrecke und der Konzession im Jahre 1863. Die Bangor, Old Town and Milford Railroad, die 1836 die erste Bahnstrecke Maines von Bangor nach Old Town und später bis Milford eröffnet hatte, stellte ein Konkurrenzunternehmen dar. Da diese Bahn in Normalspur gebaut war, und man das Trassee in Milford für die eigene Strecke benutzen wollte, erwarb die E&NA auch diese Bahn 1868, legte sie still und eröffnete im Frühjahr 1869 die kolonialspurige Strecke von Bangor bis Olamon. Ende 1869 war die Bahn bis Mattawamkeag befahrbar und am 18. und 19. Oktober 1871, sechs Wochen nach John A. Poors Tod, feierte man schließlich mit dem Lückenschluss zwischen Mattawamkeag und dem St. Croix River, der die Grenze nach Kanada bildet, die Fertigstellung der Strecke Bangor–St. John. An der Eröffnungsfeier nahmen US-Präsident Ulysses S. Grant sowie der Generalgouverneur Kanadas, John Young, 1. Baron Lisgar, teil.
Die Strecke bildete zusammen mit ihren Zweigstrecken schon bald ein kolonialspuriges Inselnetz, da die Strecken westlich von Bangor 1871 und östlich von St. John 1872 auf Normalspur umgebaut worden waren. Um konkurrenzfähig zu bleiben, spurte auch die E&NA ihre Strecke am 12. September 1877 um.

### Weitere Geschichte und heutiger Betrieb
Ab 1878 war die Strecke in Kanada in Besitz der Saint John and Maine Railway, die später in der Canadian Pacific Railway aufging. Die Strecke Bangor–Vanceboro verblieb in Besitz der E&NA, die 1882 durch die Maine Central Railroad gepachtet wurde. Als 1889 die Bahnstrecke Brookport–Mattawamkeag eröffnet worden war, vereinbarte die Maine Central mit der Canadian Pacific ein Mitbenutzungsrecht über den Abschnitt Mattawamkeag–Vanceboro. Ab 1893 verkehrte ein Expresszug Montréal–Halifax über diesen Abschnitt. Für den Abschnitt Bangor–Old Town hatte die Bangor and Aroostook Railroad ein Mitbenutzungsrecht erwirkt, von dem sie bis 1907 Gebrauch machte. Etwa ab dieser Zeit verkehrte der ab 1926 Gull genannte Expresszug von Boston nach Halifax, sowie ein weiterer Expresszug von Boston nach St. John. Beide Züge befuhren die Bahnstrecke Bangor–Vanceboro in voller Länge.
Ab 1926 verkehrte der Gull nur noch im Sommerhalbjahr, dafür fuhr der Pine Tree ganzjährig freitags von Boston nach St. John mit Kurswagen nach Halifax und samstags als Acadian in die Gegenrichtung. Ab 1930 fuhren Pine Tree und Acadian täglich außer sonntags. Am 25. April 1954 verkehrte der letzte Lokalzug. Anstelle dessen erhielt der Gull mehrere zusätzliche Haltebahnhöfe. Am 5. September 1960 fuhr jedoch auch der Gull letztmals, die Maine Central stellte den Personenverkehr komplett ein. Nun verkehrte nur noch der Atlantic Limited der Canadian Pacific zwischen Mattawamkeag und Vanceboro über die Strecke. Da die Canadian Pacific die Strecke mehr nutzte als die Maine Central, verkaufte die MEC am 17. Dezember 1974 diesen Abschnitt an die CP. Die MEC erhielt ein Mitbenutzungsrecht.
1981 hatte Guilford Transportation die Maine Central übernommen, das Canadian-Pacific-Netz östlich von Montreal stand ab 1988 unter der Kontrolle der CP-Tochtergesellschaft Canadian Atlantic Railway.
Ab 1978 wurde der Atlantic Limited durch VIA Rail betrieben, die nahezu den gesamten Personenverkehr in Kanada übernommen hatten. Von 1982 bis 1985 verkehrte der Expresszug nicht und am Jahresende 1994 endete der Personenverkehr auf der Strecke endgültig. Gleichzeitig plante die Canadian Pacific die Strecke zwischen Mattawamkeag und St. John zum 1. Januar 1995 stillzulegen. Da es weiterhin ein Beförderungsbedürfnis gab, erwarb die New Brunswick Southern Railway das CP-Netz in New Brunswick und auch den Abschnitt von Mattawamkeag zur Grenze, den sie an die Eastern Maine Railway verpachtete. Die seit 2006 unter dem Namen Pan Am Railways firmierende Guilford Transportation betreibt weiterhin den Güterverkehr zwischen Bangor und Mattawamkeag, die Eastern Maine Railway auf dem restlichen Streckenabschnitt.

## Streckenbeschreibung
Die Strecke beginnt am westlichen Ufer des Penobscot River in Bangor. Sie verläuft bis Mattawamkeag nordwärts entlang des Flusses, den sie in der Nähe von Old Town überquert. Ab Mattawamkeag folgt sie dem Mattawamkeag River in nordöstliche Richtung bis Bancroft. Sie kreuzt den Fluss in beiden Städten. Ab Bancroft verläuft die Trasse kurvenreich in Richtung Osten. Entlang des Crocked Brook Flowage, einem großen See zwischen Danforth und Eaton, führt sie südöstlich bis zum Lambert Lake, wo sie wiederum nach Nordosten abbiegt, um wenige Kilometer weiter Vanceboro, den St. Croix River und damit die Staatsgrenze zu erreichen.

## Anhang